# Kanton Sedan-1
Kanton Sedan-1 (fr. Canton de Sedan-1) je francouzský kanton v departementu Ardensko v regionu Grand Est. Tvoří ho 10 obcí a část města Sedan. Zřízen byl v roce 2015.

## Obce kantonu
- Bosseval-et-Briancourt
- Chéhéry
- Cheveuges
- Donchery
- Noyers-Pont-Maugis
- Saint-Aignan
- Sedan (část)
- Thelonne
- Villers-sur-Bar
- Vrigne-aux-Bois
- Wadelincourt